# Gynacantha ryukyuensis
Gynacantha ryukyuensis är en trollsländeart som beskrevs av Syoziro Asahina 1962. Gynacantha ryukyuensis ingår i släktet Gynacantha och familjen mosaiktrollsländor. Inga underarter finns listade i Catalogue of Life.